# Pilotos por Victorias al Sprint en MotoGP

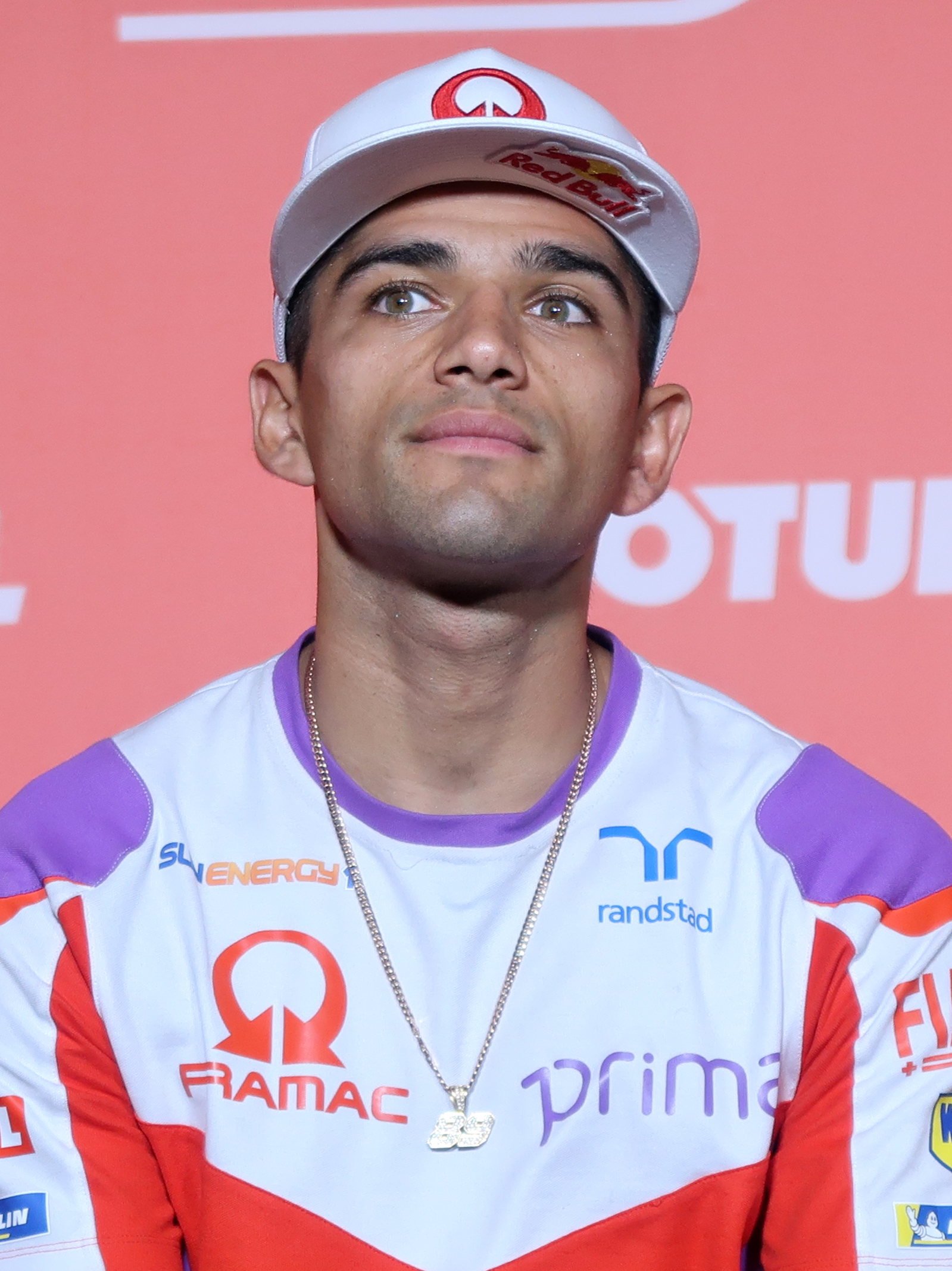
Jorge Martín tiene el récord de victorias en carreras al sprint en MotoGP con 16 durante su carrera.

El Campeonato del Mundo de Motociclismo es el campeonato más importante de carreras de motos en circuito, que desde 2023 se divide en cuatro categorías: MotoGP, Moto2, Moto3 y MotoE. Las categorías han ido variando según las temporadas e incluyen 500cc (antecesora de MotoGP y cuyas estadísticas son combinadas), 350cc, 250cc, 125cc, 80cc, 50cc y Sidecar.
El Campeonato del Mundo comenzó en 1949 organizado por la Federación Internacional de Motociclismo (FIM) y es el Campeonato Mundial de deportes de motor más antiguo.
Las carreras al sprint se introdujeron en todos los Grandes Premios en 2023.
Jorge Martín ostenta el récord de victorias en carreras sprint con 16. Marc Márquez es segundo con 13 victorias y Francesco Bagnaia es tercero con 11 victorias.

## Por piloto
Actualizado tras el Gran Premio de Austria de 2025.
|         | Campeón del Mundo de MotoGP/500cc                  |
|         | Campeón del mundo de cualquier categoría           |
| Negrita | El piloto en activo en la temporada 2025 de MotoGP |

|   | Nacionalidad | Piloto            | Victorias | Temporadas en activo | Primera Victoria  | Última Victoria   |
| - | ------------ | ----------------- | --------- | -------------------- | ----------------- | ----------------- |
| 1 | España       | Jorge Martín      | 16        | 2021-                | Francia 2023      | Malasia 2024      |
| 2 | España       | Marc Márquez      | 13        | 2013-                | Aragón 2024       | Austria 2025      |
| 3 | Italia       | Francesco Bagnaia | 11        | 2019-                | Portugal 2023     | Solidario 2024    |
| 4 | España       | Álex Márquez      | 3         | 2020-                | Gran Bretaña 2023 | Gran Bretaña 2025 |
| 5 | Sudáfrica    | Brad Binder       | 2         | 2020-                | Argentina 2023    | España 2023       |
| 5 | España       | Maverick Viñales  | 2         | 2015-                | Portugal 2024     | Américas 2024     |
| 5 | España       | Aleix Espargaró   | 2         | 2009-2010, 2012-     | Cataluña 2023     | Cataluña 2024     |
| 5 | Italia       | Enea Bastianini   | 2         | 2021-                | Gran Bretaña 2024 | Tailandia 2024    |
| 9 | Italia       | Marco Bezzecchi   | 1         | 2022-                | Países Bajos 2023 | Países Bajos 2023 |

## Por nacionalidad
Actualizado tras el Gran Premio de Austria de 2025.
|   | Nacionalidad | Victorias al Sprint | Pilotos |
| - | ------------ | ------------------- | ------- |
| 1 | España       | 36                  | 5       |
| 2 | Italia       | 14                  | 3       |
| 3 | Sudáfrica    | 2                   | 1       |